# Pram (Fluss)
Die Pram ist ein Fluss in Oberösterreich. Sie ist neben Donau und Inn das bedeutendste Gewässer des nördlichen Innviertels.

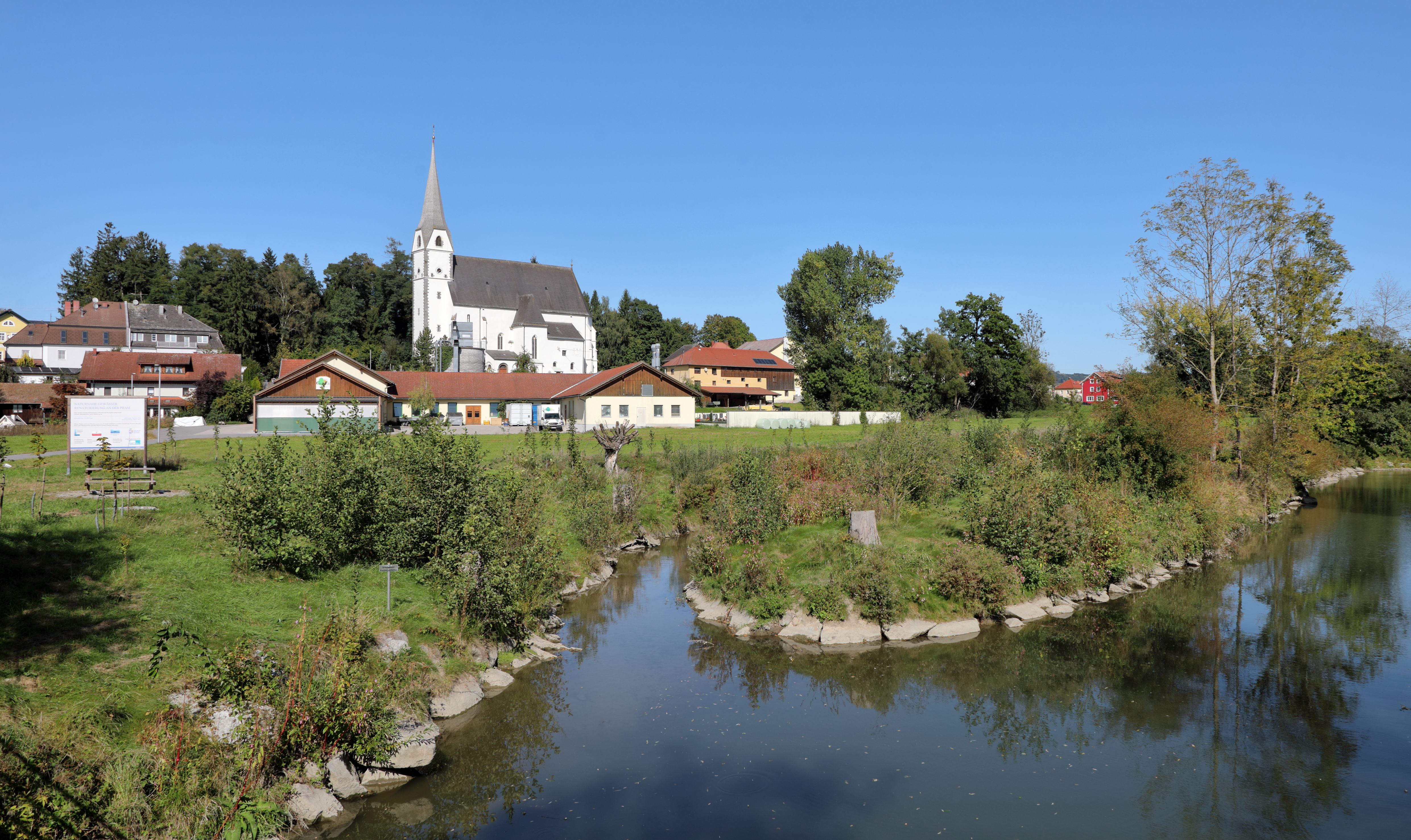
Renaturierung der Pram bei Taufkirchen (2016/17)

## Geographie
Die Pram entspringt südwestlich von Haag am Hausruck und mündet bei Schärding in den Inn. Sie hat eine natürliche Länge von 56 km und ein Einzugsgebiet von etwa 384 km². Ihr unmittelbares Ursprungsgebiet ist ein Teil des Hausruckwaldes, trägt den Namen Symbrunn und liegt auf ca. 620 m Seehöhe. Sie fließt in nördlicher, später nordwestlicher Richtung und überwindet dabei bis zu ihrer Mündung einen Höhenunterschied von 316 m. Auf den ersten 1,1 km beträgt der Höhenunterschied 100 m, was einem Gefälle von 9,1 % entspricht, im darauffolgenden ca. 10 km langen Abschnitt beträgt das Gefälle 1,2 %, während die letzten 45 km ihres Laufs ein Gefälle von 2,1 ‰ aufweisen. Der eigentliche Unterlauf (ab km 12,4 bis zur Mündung) hat dabei ein Gefälle von lediglich 1,2 ‰. Die Pram passiert unter anderem die Gemeinden Geiersberg, Pram, Taiskirchen, Dorf an der Pram, Riedau, Zell an der Pram, Raab, Andorf, Taufkirchen an der Pram, St. Florian am Inn und Schärding.

## Geschichte
Die Pram wird spätestens um das Jahr 1140 erstmals urkundlich als prama erwähnt, während die Ortsbezeichnung Prama bereits 792 genannt wird. Die Herkunft des Namens Pram wurde bisher nicht eindeutig geklärt: Zum einen wurde versucht, den Namen aus dem althochdeutschen Wort "brama" für "Brombeerstrauch", sowie zum anderen aus dem keltischen Wort "Proima" für "Krebsenbach" herzuleiten.
Erste Mühlen an der Pram werden bereits im 12. Jahrhundert erwähnt (1150 eine Mühle in eizinsdorf, d. i. Etzelsdorf, Gem. Taufkirchen an der Pram). Abgesehen von der Errichtung von Wehren und Mühlbächen (der längste Mühlbach an der Pram befindet sich bei Vilsassing, Gem. Sankt Florian am Inn), die bereits im Mittelalter stattfand, begann der gravierendste Eingriff in den Flusslauf der Pram im 19. Jahrhundert.

## Umwelt
Weite Teile des Flusses wurden aus Hochwasserschutzgründen in den 1960er Jahren reguliert, wodurch sich die Abflussgeschwindigkeit erhöht und der Wasserstand reduziert hat. Nur in vereinzelten Abschnitten außerhalb der Siedlungsgebiete kann sich der Fluss frei entfalten und Mäander bilden. In den Jahren 2012 und 2013 erfolgte zwischen Riedau und Zell an der Pram für rund 3 Mio. Euro eine "Renaturierung" im Rahmen der Europäischen Wasserrahmenrichtlinie Richtlinie 2000/60/EG (Wasserrahmenrichtlinie). Neben dem Hochwasserschutz war die Verbesserung der Gewässerökologie das Ziel dieser Maßnahme.

### Fauna
In der Pram sind nur mehr wenige europäische Süßwasserfische heimisch, unter anderem Hecht, Karpfen, Barsch, Zander, Bachforelle, Regenbogenforelle.

### Flora
Das Ufer ist meist mit Erlen und Weiden bewachsen.

### Wasserqualität
Die Wasserqualität der Pram weist eine Gewässergüteklasse von II-III auf. Verunreinigt wird das Gewässer vor allem durch intensive Landwirtschaft und den Abfluss von Kläranlagen. Durch den Einsatz einer neuen Kläranlage in Zell an der Pram sollte sich die Wasserqualität verbessern.

## Wirtschaft
Große regionale Bedeutung kam der Pram in früheren Jahrhunderten als Antriebsquelle für Mühlen und Sägewerke zu. Es befanden sich entlang der Pram 40 Mühlen.

## Nebenbäche
Die Pram hat ein Einzugsgebiet von 382,3 Quadratkilometern. Die größten Zuflüsse sind:
| Name                         | Mündungsseite | Mündungsort             | Einzugsgebiet in km² |
| ---------------------------- | ------------- | ----------------------- | -------------------- |
| Leitenbach                   | rechts        | Pramerdorf              | 01,2                 |
| Rühringer Bach               | links         | Unterprenning           | 02,7                 |
| Steinbrucker Bach            | rechts        | Pram                    | 01,9                 |
| Asbach                       | rechts        | Asbach                  | 02,1                 |
| Munderfinger Bach            | rechts        | Schatzdorf              | 03,4                 |
| Michlbach (Petershamer Bach) | links         | Pimingsdorf             | 05,8                 |
| Jebinger Bach                | rechts        | Dorf                    | 04,1                 |
| Flohleitenbach               | links         | Ottenedt                | 04,3                 |
| Schwabenbach                 | links         | Riedau                  | 07,2                 |
| Riedauner Bach               | rechts        |                         | 04,1                 |
| Einbach                      | rechts        | Zell an der Pram        | 03,8                 |
| Griesbach                    | links         | Hofing                  | 04,0                 |
| Raab                         | rechts        | Großschörgen            | 29,8                 |
| Messenbach                   | links         |                         | 39,5                 |
| Pfudabach                    | rechts        | Taufkirchen an der Pram | 95,6                 |
| Rainbach                     | rechts        | Taufkirchen an der Pram | 21,4                 |
| Biberbach                    | rechts        | Windten                 | 08,1                 |
| Teufenbach                   | links         | Allerding               | 08,4                 |
| Otterbach                    | rechts        | Schärding               | 07,7                 |
| Doblbach                     | rechts        | Schärding               | 21,8                 |

## Galerie

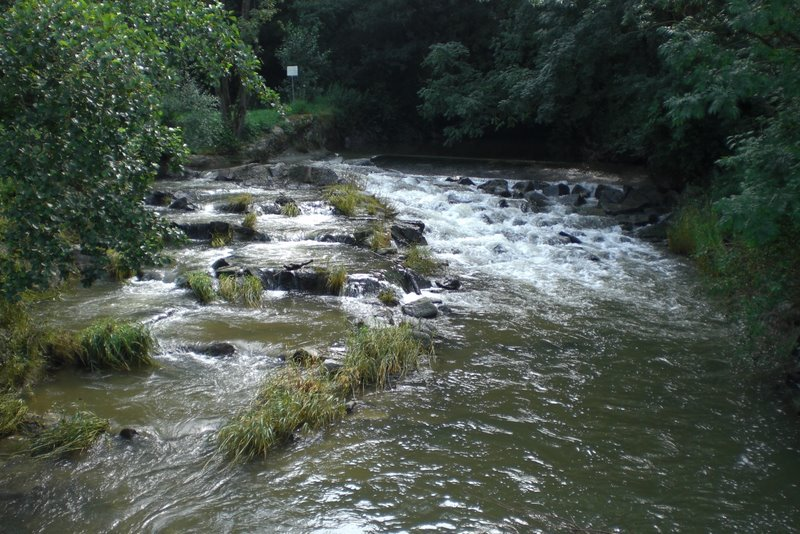
Fischtreppe in Zell an der Pram
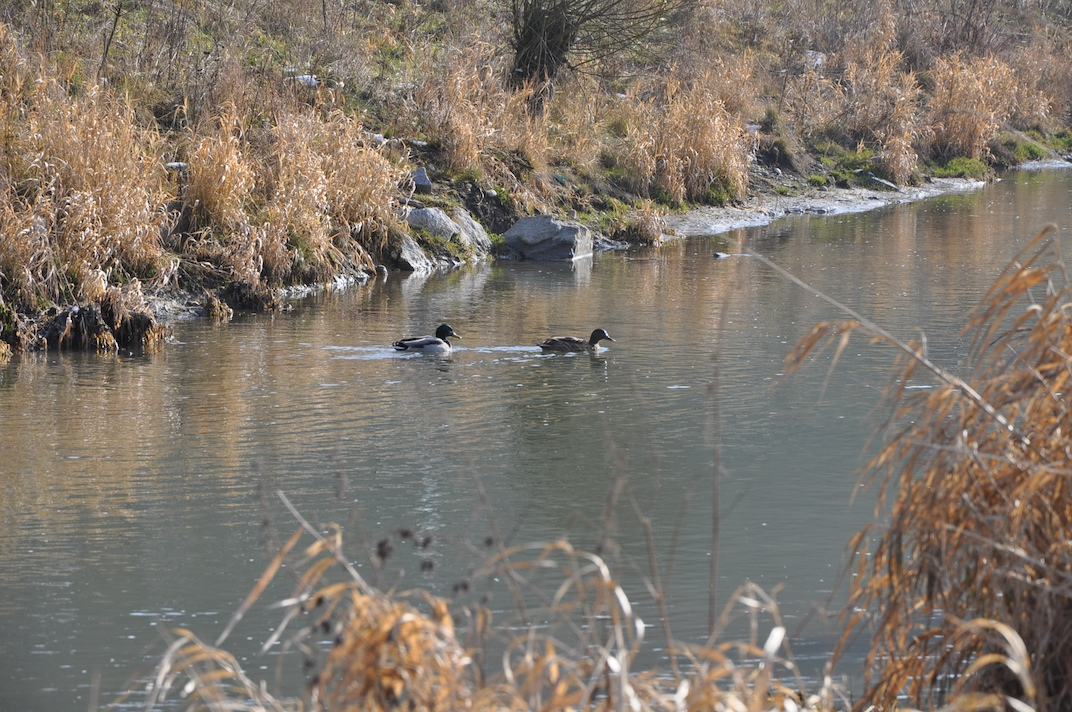
Enten in der Pram
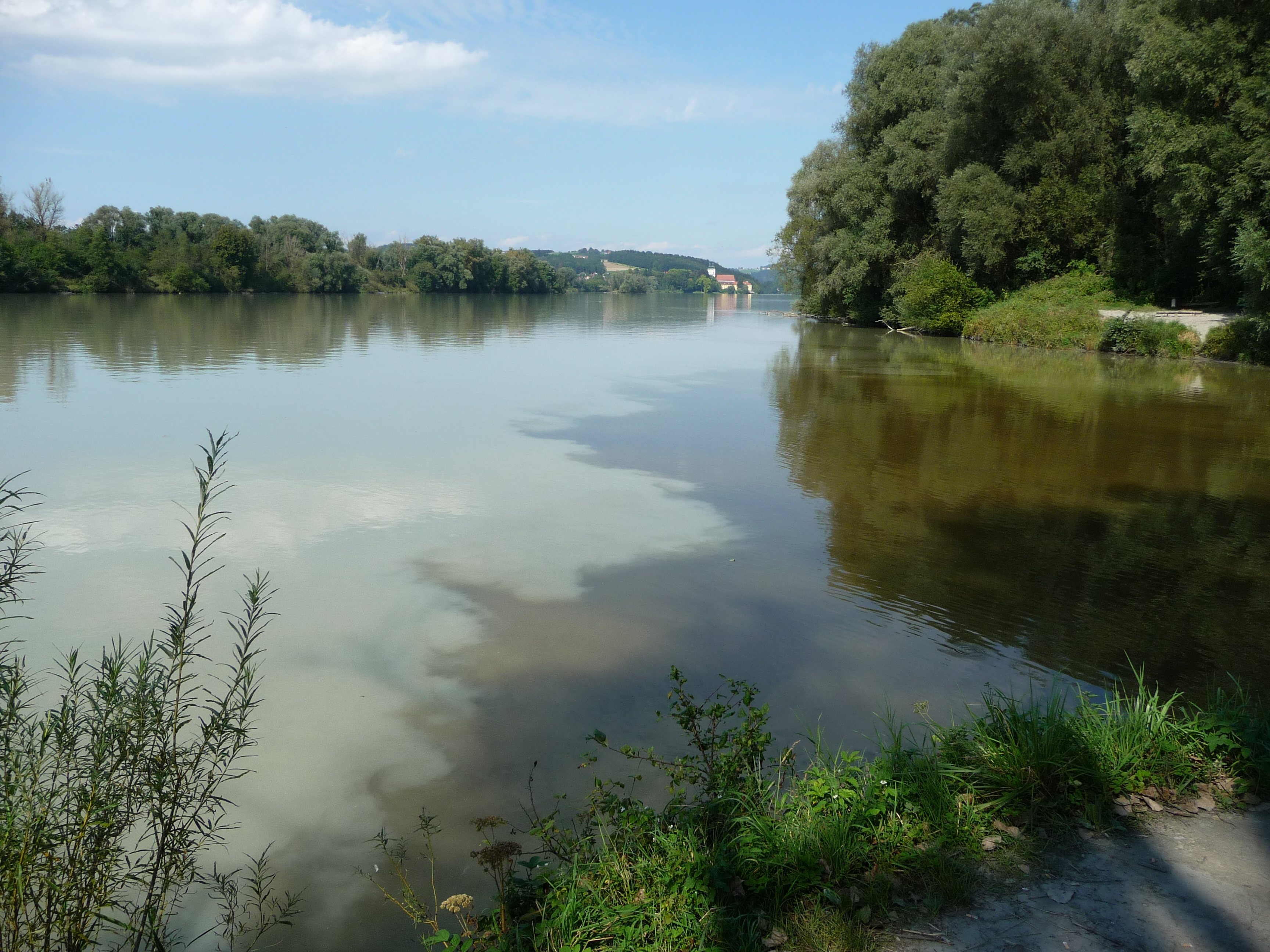
Prammündung
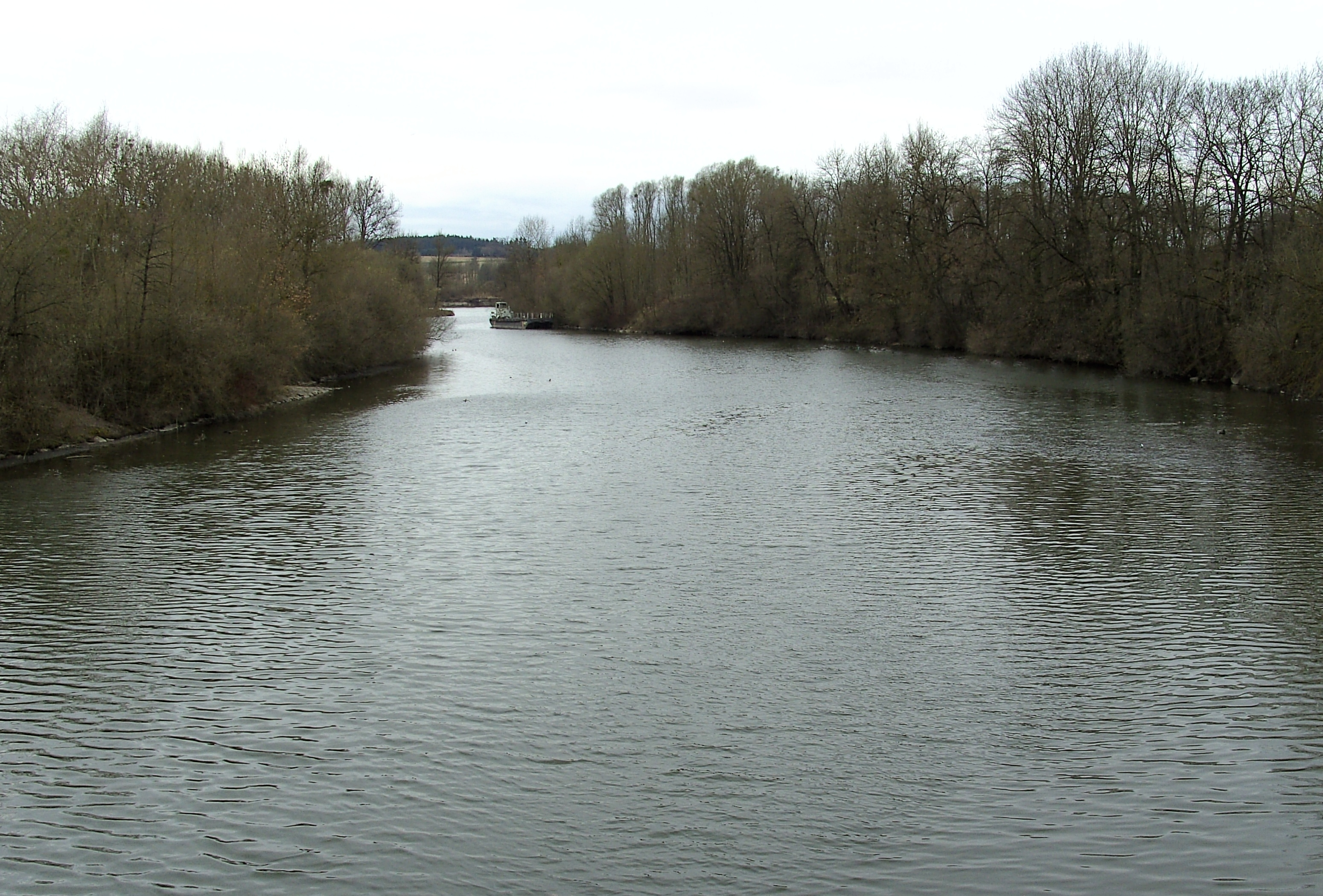
Die Pram in Schärding
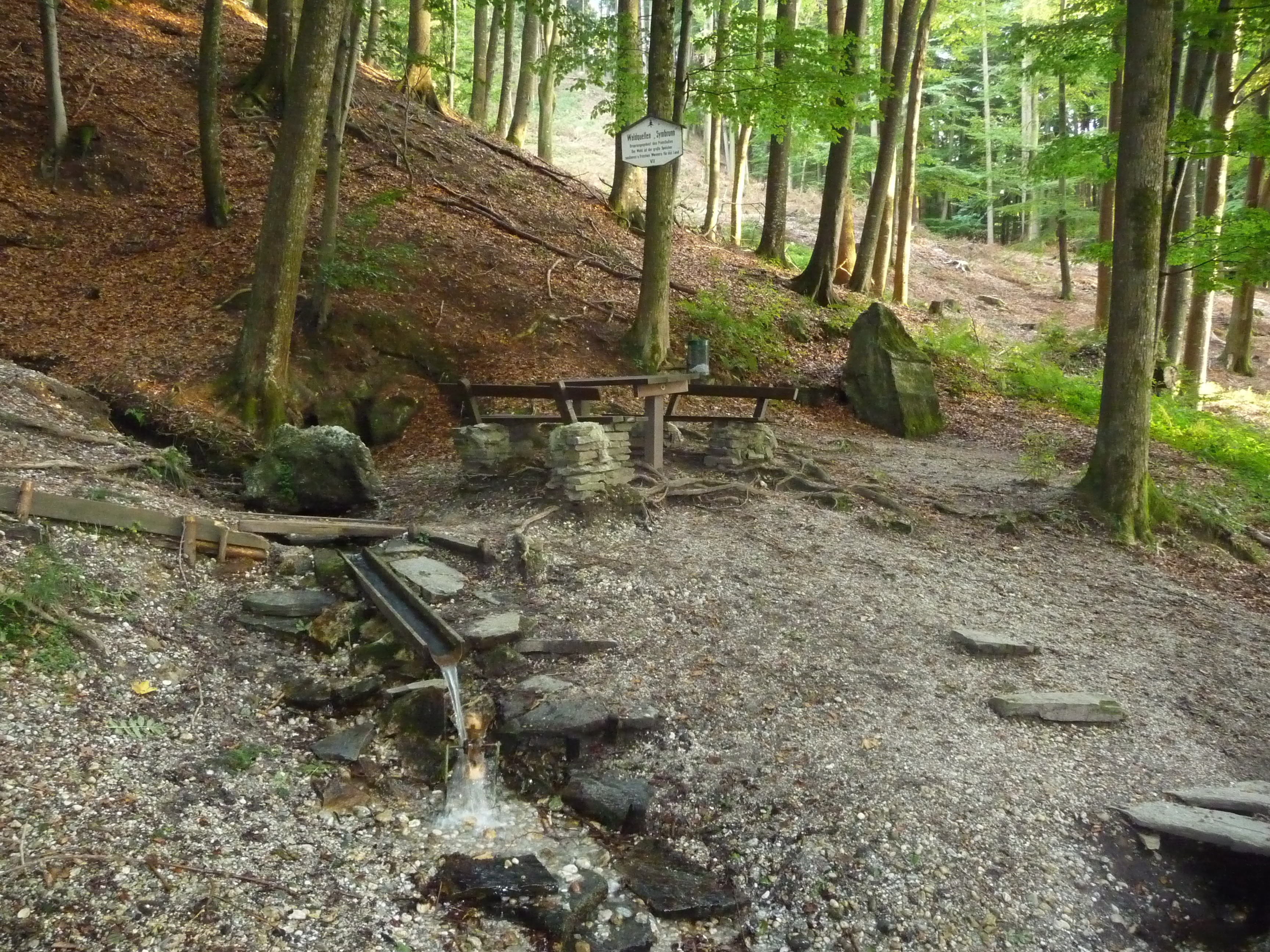
Symbrunn
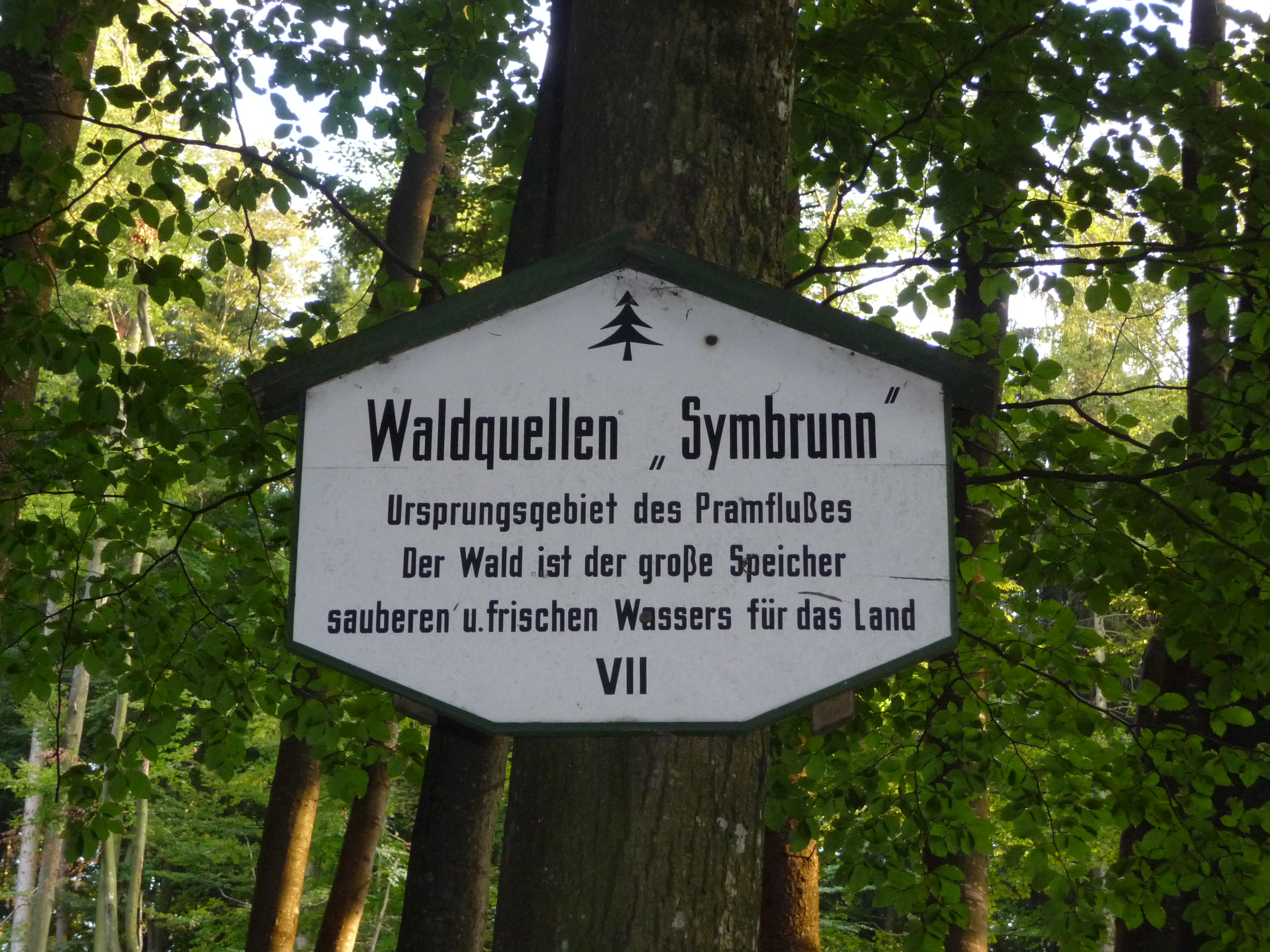
Symbrunn